# 奥弗瑙
奥弗瑙是德国巴登-符腾堡州的一个市镇。总面积5.66平方公里，总人口2650人，其中男性1316人，女性1334人（2011年12月31日），人口密度468人/平方公里。